# The Brand Blotter (film 1912)
The Brand Blotter è un cortometraggio muto del 1912 diretto da Marshall Stedman.

## Produzione
Il film fu prodotto dalla Selig Polyscope Company.

## Distribuzione
Distribuito dalla General Film Company, il film - un cortometraggio di una bobina - uscì nelle sale cinematografiche statunitensi il 17 settembre 1912.